# Maksa község
Maksa község (románul: Comuna Moacșa) község Kovászna megyében, Romániában. Központja Maksa, hozzá tartozik Sepsibesenyő.

## Népessége
A 2011-es népszámlálás adatai alapján a község népessége 1201 fő volt.

## Története
2004-ben kivált belőle Dálnok, amelyet önálló községgé szerveztek.